# Łukasz Niesiołowski-Spanò
Łukasz Niesiołowski-Spanò (ur. 19 września 1971 w Padwie) – polski historyk starożytności, specjalizujący się w tematyce historii starożytnej Palestyny, dziejów i religii biblijnego Izraela oraz Filistynów. Dyrektor Instytutu Historycznego Uniwersytetu Warszawskiego (2016–2020). Dziekan Wydziału Historii Uniwersytetu Warszawskiego (2020–).

## Życiorys i działalność naukowa
W 1997 ukończył studia historyczne w Instytucie Historycznym Uniwersytetu Warszawskiego, w 2002 uzyskał stopień naukowy doktora, a w 2013 roku uzyskał habilitację. Pracownik naukowy Instytutu Historycznego UW od 2003 roku (od 2020 r. - Wydziału Historii UW).
Od 2008 roku był członkiem Rady Naukowej Instytutu Historycznego. W latach 2008–2012, 2015–2016 i 2016–2020 był także członkiem Rady Wydziału Historycznego UW.
Członek redakcji czasopism: Palamedes. A Journal of Ancient History (redaktor naczelny), Scripta Biblica et Orientalia, Scandinavian Journal of the Old Testament oraz Rady Naukowej pisma Studia Podlaskie (od 2022).
Jego praca doktorska pt. Mityczne początki miejsc świętych w Starym Testamencie w 2003 ukazała się drukiem (Wydawnictwo Akademickie „Dialog”, Warszawa 2003), a w 2011 została wydana po angielsku (Origin Myths and Holy Places in the Old Testament, London 2011). Opublikował także m.in. książkę pt. Dziedzictwo Goliata. Filistyni i Hebrajczycy w czasach biblijnych (Seria: Monografie Fundacji Nauki Polskiej, Toruń 2012), która w wersji angielskiej (Goliath’s Legacy. Philistines and Hebrews in Biblical Times, Wiesbaden 2016) ukazała się w wydawnictwie Harrassowitz Verlag.
Jest członkiem European Association of Biblical Studies, The Catholic Biblical Association of America, European Association for Jewish Studies i Society of Biblical Literature.
Członek Rady Upowszechniania Nauki przy Prezydium Polskiej Akademii Nauk w kadencji 2019–2022 oraz 2023–2026. Od 2022 roku członek zarządu Towarzystwa Miłośników Historii. Wybrany w skład Komitetu Nauk Historycznych PAN oraz Komitetu Nauk o Kulturze Antycznej PAN w kadencji 2024–2027. W ramach KNoKA PAN - przewodniczący Sekcji Starożytnego Bliskiego Wschodu.
Członek Rady Programowej Żydowskiego Instytutu Historycznego w kadencji 2024-2028. Członek Towarzystwa Naukowego Warszawskiego (od 2024).
Kandydował na rektora UW na kadencję 2024-2028, uzyskując 33% głosów.
Aktywny popularyzator nauki, współpracował m.in. z kanałem Religia.tv, Polskim Radiem, Radiem TOK FM oraz Radiem Naukowym.
Odznaczony Srebrnym Krzyżem Zasługi (2005).

## Aktywność publiczna
Współzałożyciel ruchu społecznego Obywatele Nauki. Z ramienia Obywateli Nauki był współautorem i jednym z redaktorów Paktu dla Nauki (Warszawa 2015), dokumentu diagnozującego bolączki systemu szkolnictwa wyższego i nauki w Polsce oraz proponującego konkretne sposoby ich systemowego rozwiązania. Jest częstym komentatorem stanu nauki i szkolnictwa wyższego w Polsce, zarówno na konferencjach, np. w ramach Narodowego Kongresu Nauki, jak i w tradycyjnych mediach. Wypowiadał się o tzw. ustawie 2.0, o zmianie 'Prawa o szkolnictwie wyższej i nauki’ m.in. w tygodniu 'Polityka', w TV Rzeczpospolitej', „Dzienniku. Gazecie Prawnej”, w Radio TokFM.

## Publikacje
- Mityczne początki miejsc świętych w Starym Testamencie, Warszawa 2003 (Wydawnictwo Akademickie „Dialog”)
- ‘Starożytność’, w: Historia. Repetytorium (seria: „Matura na 100%”; Wydawnictwo Szkolne PWN); Warszawa 2005, s. 9–43
- Fenicjanie (wraz z M. Burdajewiczem), seria: „Mitologie Świata”, wyd. Rzeczpospolita & New Media Concept, Warszawa 2007
- Starożytna Palestyna: Między Wschodem i Zachodem (red.) M. Münnich, Ł. Niesiołowski-Spanò (Studia Historico-Biblica, 1), Lublin 2008
- Zachować tożsamość. Starożytny Izrael w obliczu obcych kultur i religii (red.) P. Muchowski, M. Münnich, Ł. Niesiołowski-Spanò (Rozprawy i Studia Biblijne, 31) Warszawa 2008
- Origin Myths and Holy Places in the Old Testament. A Study of Aetiological Narratives (Copenhagen International Seminar), London – Oakville 2011 (Equinox Publishing / Routledge); pb: Routledge 2016.
- Dziedzictwo Goliata. Filistyni i Hebrajczycy w czasach biblijnych (Monografie Fundacji na rzecz Nauki Polskiej) Toruń 2012 (Wydawnictwo Naukowe Uniwersytetu Mikołaja Kopernika)
- Goliath’s Legacy. Philistines and Hebrews in Biblical Times, (Philippika – Altertumswissenschaftliche Abhandlungen, 83), Wiesbaden 2016 (Harrassowitz Verlag)
- Finding Myth and History in the Bible. Scholarship, Scholars and Errors. Essays in honor of Giovanni Garbini (eds) Ł. Niesiołowski-Spanò, C. Peri, J. West; Sheffield – Oakville 2016 (Equinox Publishing).
- Historia Żydów w starożytności. Od Thotmesa do Mahometa (z Krystyną Stebnicką), Warszawa 2020 (wyd. PWN)